# Endotiodòntids
Els endotiodòntids (Endothiodontidae) són una família extinta de sinàpsids que visqueren durant el Permià mitjà i superior en allò que avui en dia és Àfrica, Àsia i Sud-amèrica, que aleshores estaven juntes a la part meridional del supercontinent de Pangea. Els representants d'aquest grup eren animals herbívors. Tenien les dents petites i la mandíbula profunda i presentaven dents postcanines.